# Берл Лазар
Шломо Дов-Бер Пинхос Лазар (хебр. שלמה דובער פנחס לאזאר, рођен 19. маја 1964. године у Милану у Италији) главни је рабин за Руску Федерацију.

## Биографија
Лазар је рођен 19. маја 1964. године у Милану, у породици италијанских Јевреја. Године 1978. по завршетку општег образовања унутар јеврејске школе, уписао се на Рабински колеџ Њу Џерзи у САД. По свршетку колеџа, 1982. године, студије је наставио на Јешива институту у Њујорку. На овом високошколској установи је дипломирао 1988. године, са звањем рабина.

### Служба у Русији
Године 1991. постао је рабин московске синагоге Марина Рошха. Раних 1990-их учествовао је у раду Конгреса јеврејских верских организација и заједница Русије (КЕРООР). За то вријеме, показао се као један од активнијих чланова у конституисању Руског јеврејског конгреса (РЕК), па је 1996. изабран у Предсједништво овог Конгреса. Од 1995. године, био је и предсједник Удружења рабина у ЗНД.

### Главни рабин Русије
На првом конгресу Федерације јеврејских заједница Русије, који је отворен 15. новембра 1999. године, Лазар је изабран за главног рабина Русије. Већ 2000. ова Федерација под руководством Лазара, окупила је 87 јеврејских заједница унутар Русије и земаља бивше ЗНД-а.
Ранији рабин Русије, Адолф Соломонович Шајевич, који је био један од противкандидата на овим изборима, безуспјешно је тад покушавао да оспори избор новог главног рабина, оцјенујући га као нелегалан чин. Послије избора, он је ипак одлучио да настави са подршком Федерацији, а он је именован као изврши канцелар главног рабина Русије.
У мају 2000. године, рабин Берл Лазар је добио руско држављанство уз задржавање и држављанства САД. Према декрету руског предсједника Владимира Путина, 2001. године, рабин Берл Лазар је постао члан Савјета за сарадњу са вјерским удружењима код руског председника.
На оснивачком конгресу Свјетског конгреса руских Јевреја у Москви, 2. јула 2002. године, рабин Лазар је изабран за предсједника Рабининског савјета ове међународне организације. Један од његових дужности на овој функцији јесте да редовно и објективно информише међународну заједницу о стању јеврејске заједнице у Русији и супротстављање државним органима у манифестацији антисемитизма.
У септембру 2005. Указом председника Путина, Лазар је именован за члана Јавна комора Руске Федерације.
Тренутно, под духовним вођством рабина Берл Лазара дјелује више од 350 јеврејских заједница у градовима некадашње ЗНД, а постоје и националне школе и вртићи у десетинама градова у којима раде рабини кроз рад синагога.
Предсједничким декретом од 30. марта 2004. године, „за своје заслуге у развоју духовне културе и јачање пријатељства међу народима” рабин Берл Лазар је награђен Орденом пријатељства Руске Федерације, који му је уручен 3 мјесеца касније.

## Породица
Лазар је ожењен супругом Ханом Дерајин, ћерком рабина Санкт Петербурга, Језекиљ Дерајина. Заједно имају 13. дјеце (5 синова и кћери 8): Језакиљ, Менахем Мендел, Шалом, Фраде (од 2016. - удата Моше Лерман), Јизроел Аријех Љеиб, Леви Јицак, Суд-Леа, Стерн-сара, Брох, Ребека, Мирјам бале и Шане.